# هریستو ژیوکوف
هریستو ژیوکوف (انگلیسی: Hristo Zhivkov؛ زادهٔ ۱۸ فوریهٔ ۱۹۷۵ – ۱ آوریل ۲۰۲۳) بازیگر اهل بلغارستان بود.
از فیلم‌ها یا برنامه‌های تلویزیونی که وی در آن نقش داشته است، می‌توان به دختر سروان، مصائب مسیح، مزرعه چکاوک‌ها و بارباروسا اشاره کرد.